# Bo Wranker
Bo Lennart Wranker, född 13 mars 1946 i Lundby församling i Göteborgs och Bohus län, är en svensk militär.

## Biografi
Wranker avlade sjöofficersexamen vid Sjökrigsskolan 1969 och utnämndes samma år till fänrik vid Karlskrona kustartilleriregemente, där han befordrades till löjtnant 1971. Han tjänstgjorde vid Kustartilleriets personal- och organisationsavdelning i Sektion 4 i Marinstaben 1971–1973, befordrades till kapten 1972, tjänstgjorde vid Vaxholms kustartilleriregemente från 1974, gick Stabskursen på Marinlinjen vid Militärhögskolan 1978, tjänstgjorde vid staben i Södra militärområdet 1978–1980, befordrades till major 1980 och var detaljchef i avdelningen Operativa studier och planering i Försvarsstaben 1980–1982. Han utnämndes till överstelöjtnant vid Karlskrona kustartilleriregemente 1983, varpå han var chef för Centralavdelningen vid staben i Södra militärområdet 1984–1986, var chef för Underhållssektionen vid staben i Södra militärområdet 1986–1988, studerade vid US Marine Corps Command and Staff College 1988, var chef för Artilleribataljonen vid Karlskrona kustartilleriregemente 1989–1993 och studerade vid Försvarshögskolan. Han befordrades till överste 1993, varefter han var avdelningschef i Försvarsstaben 1993–1994, chef för Operativa inriktningsavdelningen i Operationsledningen i Högkvarteret 1994–1995 och ställföreträdande chef för Sydkustens marinkommando 1995–1997. Wranker befordrades till överste av första graden 1997, var Force Commander i United Nation Preventive Deployment Force 1997, var chef för Sydkustens marinkommando 1997–2000 och var som konstituerad generalmajor chef för United Nations Disengagement Observer Force i Golanhöjderna 2000.
Bo Wranker invaldes som ledamot av Kungliga Örlogsmannasällskapet 1989. Han var sällskapets vice ordförande 1998–2001.